# Jutta Hoffmann

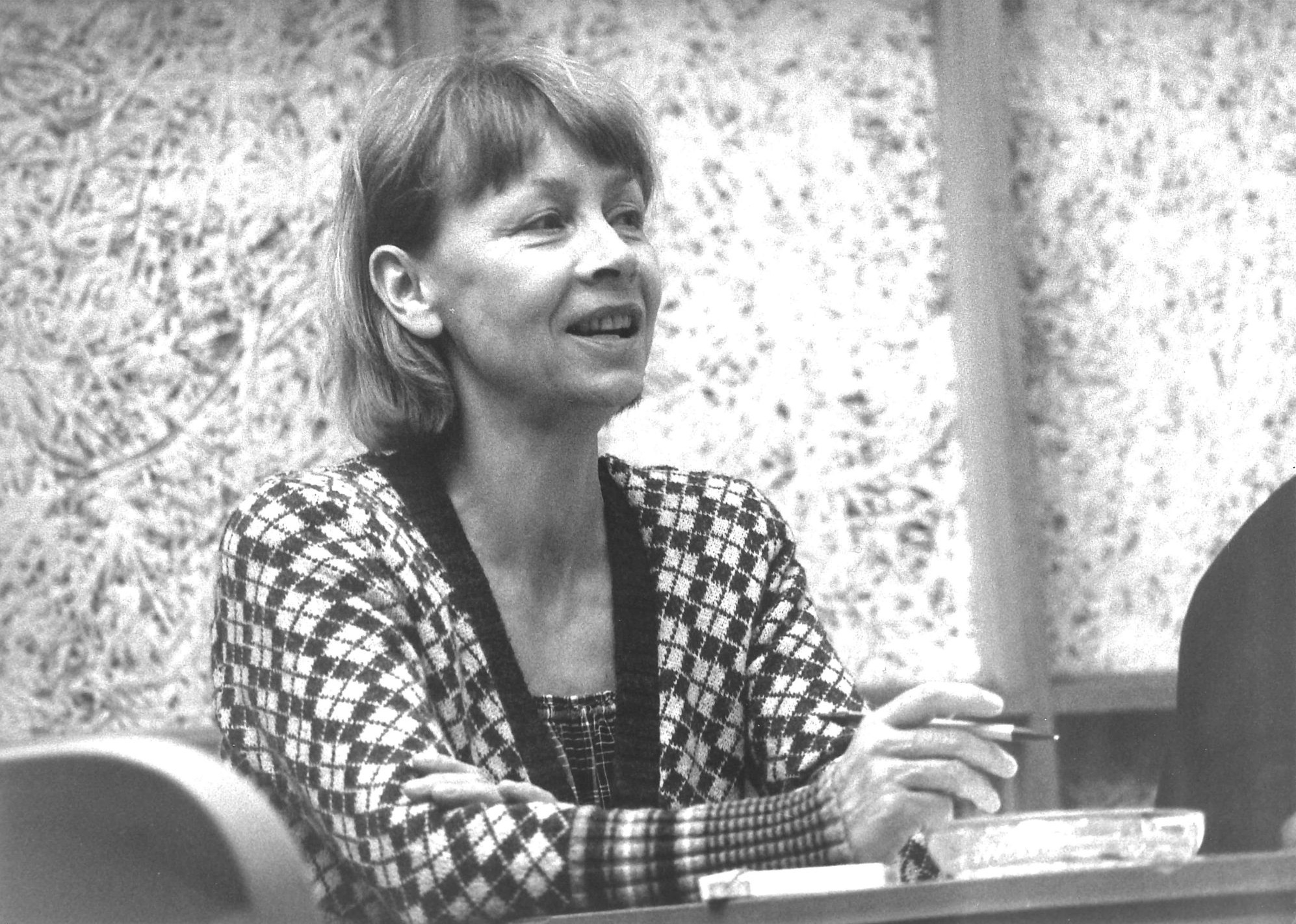
Jutta Hoffmann um 1990

Jutta Hoffmann (* 3. März 1941 in Ammendorf bei Halle an der Saale) ist eine deutsche Schauspielerin. Sie zählte ab dem Ende der 1960er Jahre zu den bekanntesten Schauspielerinnen der DDR und gehört seit Beginn der 1980er Jahre zu den bedeutendsten Darstellerinnen im deutschsprachigen Raum.

## Leben

### Herkunft und Ausbildung
Jutta Hoffmann wurde im Haus Friedrichstraße 8 in Ammendorf als erstes Kind von Alice und Erich Hoffmann geboren und wuchs zusammen mit ihrer drei Jahre jüngeren Schwester Sabine auch in diesem Hause auf. Während der Schulzeit war sie Mitglied der Laienspielgruppe der Buna-Werke in Schkopau. Nach dem Abitur in Merseburg studierte sie 1959 bis 1962 an der Filmhochschule in Potsdam-Babelsberg.

### Privates
Hoffmann war in erster Ehe mit dem Regisseur Herrmann Zschoche und ist in zweiter Ehe mit dem österreichischen Schauspieler und Regisseur Nikolaus Haenel verheiratet, mit dem sie zwei Kinder hat. Die Rapperin Haiyti ist ihre Enkelin. Sie lebt in Potsdam.

## Karriere

### Theater

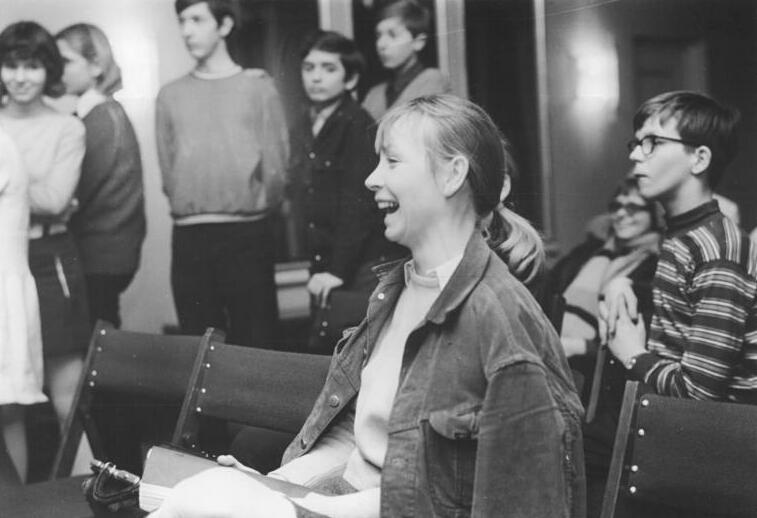
Jutta Hoffmann, 1971

1960 debütierte Hoffmann als Theaterschauspielerin in der Bühneninszenierung Und das am Heiligabend am Berliner Maxim-Gorki-Theater, dem sie bis 1973 angehörte.
Sie spielte bei Ruth Berghaus, Robert Wilson, Luc Bondy, Thomas Langhoff und Peter Zadek. Vor allem aber hat Einar Schleef sie geprägt. 1973 ging sie zum Berliner Ensemble. 1975 war sie bei ihm am Berliner Ensemble Strindbergs Fräulein Julie in jener Skandalinszenierung, die mit ihrem auf die Selbstbefreiung des Individuums ausgerichteten Gestus den Unwillen der SED-Kulturbürokraten hervorrief und nach zehn ausverkauften Vorstellungen prompt abgesetzt werden musste. Besonderer Furor ging von einem in die Aufführung integrierten wilden Tanz Berliner Oberschüler nach Beat-Rhythmen aus und von Jutta Hoffmanns finalem Abgang über die Lehnen der Sitzreihen im Parkett und die Köpfe der Zuschauer hinweg. «Das Verrückteste, was im Berliner Ensemble je über die Bühne ging», schrieb Theater heute. In Schleefs spektakulärer Inszenierung Verratenes Volk spielte Hoffmann 2000 die Rosa Luxemburg und sie stand in Herr Puntila und sein Knecht Matti (1996) am Berliner Ensemble auf der Bühne.
1983 verließ Hoffmann die DDR und stand in der Bundesrepublik Deutschland unter anderem im Deutschen Schauspielhaus in Hamburg auf der Theaterbühne. Vor allem ihre Arbeiten mit Peter Zadek machten sie dem westdeutschen Theaterpublikum bekannt. Nachdem Luc Bondy sie schon 1978 in Anton Tschechows Platonow besetzt hatte, spielte sie bei den Salzburger Festspielen in Dieter Dorns Inszenierung von Goethes Torquato Tasso die Leonore d’Este. Danach spielte sie regelmäßig an den Münchner Kammerspielen, in Der neue Prozeß von Peter Weiss oder die Helma in Der Park von Botho Strauß (jeweils Regie Dieter Dorn). Der Regisseur Thomas Langhoff engagierte Hoffmann für seinen Fernsehfilm Hedda Gabler (1979/80). An der Seite von Jutta Wachowiak und Michael Gwisdek spielte sie 1982 auch in Langhoffs eigenwilliger TV-Verfilmung von Goethes Stella – ein Stück, das sie im Jahr zuvor am Theater im Palast gespielt hatte.
Ihre größten Erfolge feierte sie mit Peter Zadek am Theater wie bei Lorcas Yerma (für die sie von der Zeitschrift Theater heute zur „Schauspielerin des Jahres“ gekürt wurde). Sie war die sprachgestörte Gräfin Geschwitz in Zadeks legendärer Inszenierung von Wedekinds Lulu mit Susanne Lothar, Die Herzogin von Malfi an der Seite von Gert Voss und die Mutter von Uwe Bohm im Musical Andi. Bei den Wiener Festwochen spielte sie 1995 Adolf Hitler und die Ehefrau von Hans Frank in Joshua Sobols Der Vater in der Inszenierung von Paulus Manker und 2012 bis 2015 Alma Mahler-Werfel in Mankers Inszenierung von Joshua Sobols „Alma – A Show Biz ans Ende“ in Wien.
Von 1993 bis 2006 arbeitete sie an der Hochschule für Musik und Theater Hamburg als Professorin für darstellende Kunst. Während dieser Zeit unterrichtete sie unter anderem Marie Bäumer, Bibiana Beglau und Marc Hosemann.

### Film und Fernsehen
1961 gab Hoffmann unter der Regie von Werner W. Wallroth als Katrin in dem Spielfilm Das Rabauken-Kabarett ihr Filmdebüt. Erste wichtige Rollen vor der Kamera hatte sie 1967 als Lämmchen in der zweiteiligen Fernsehverfilmung von Hans Falladas Kleiner Mann – was nun? und 1970 in der ebenfalls zweiteiligen Arnold-Zweig-Verfilmung Junge Frau von 1914 als Bankierstochter Leonore Wahl. Wiederholt arbeitete sie mit dem Regisseur Egon Günther zusammen, so 1972 für dessen Kinofilm Der Dritte, der auf den Filmfestivals in Karlsbad und in Venedig (Darstellerpreis der FIPRESCI-Jury als Beste Schauspielerin) ausgezeichnet wurde, erlangte sie internationalen Ruhm und konnte bei der Biennale den FIPRESCI-Preis als beste Schauspielerin für die Darstellung der Margit Flieser entgegennehmen; die DDR ehrte ihre Künstlerin mit dem „Nationalpreis“. Im selben Jahr erhielt Hoffmann den Deutschen Kritikerpreis. Weitere Zusammenarbeiten mit Günther hatte sie u. a. 1974 in dem Film Die Schlüssel als Arbeiterin Ric, der wegen der heiklen Thematik mit einem Aufführungsverbot belegt wurde und 1975 in der Thomas-Mann-Verfilmung Lotte in Weimar in der Rolle der Schriftstellerin und Scherenkunstmeisterin Adele Schopenhauer an der Seite von Lilli Palmer.

„… denn ich hab ja schon einige DDR-Filme gesehen im westdeutschen Fernsehen – auch einen von Egon Günther – ich wusste also, dass in der DDR genauso gute Schauspieler sind wie drüben in Westdeutschland. Weiß nicht, wen ich da herausheben sollte – ich kann mir im Augenblick niemanden denken drüben, den ich mit der Jutta Hoffmann vergleichen könnte – in Können, Technik und der Jugend, die sie doch noch hat!“

Die Ausgrenzung aus dem parteitreuen DDR-Kunstbetrieb spiegelt sich in Filmen wie Herrmann Zschoches Karla, in dem sie eine Lehrerin spielt und der 1965 verboten wurde, oder später in Das Versteck mit Manfred Krug (1977). 1979 spielte sie im Indianerfilm Blauvogel letztmals für die DEFA.
Im wiedervereinigten Deutschland war sie 1997 in Katja von Garniers Musikfilm Bandits neben Katja Riemann, Jasmin Tabatabai und Nicolette Krebitz als Marie Irrgang, die ihren Mann mit Arsen vergiftete, schizoide Tendenzen zeigt und allgemein suizidgefährdet ist, auf der Kinoleinwand zu sehen. Von 1999 bis 2002 ermittelte sie vier Mal an der Seite von Polizeihauptmeister Horst Krause die Kriminalhauptkommissarin Wanda Rosenbaum, die am Ende der Folge Wandas letzter Gang den Serientod stirbt.
2005 wurde Hoffmann von der DEFA-Stiftung für ihre Verdienste um den deutschen Film geehrt. Aus Anlass ihres 70. Geburtstags widmete ihr das Filmmuseum Potsdam eine Ausstellung. Seit 2011 hat Hoffmann einen Stern auf dem Boulevard der Stars in Berlin.

## Darstellung Jutta Hoffmanns in der bildenden Kunst
- Otto Paetz: Porträt Jutta Hoffmann (Bleistift-Zeichnung, um 1964)[6]

## Filmografie

### Kino
- 1961: Das Rabauken-Kabarett
- 1963: Julia lebt
- 1963: Koffer mit Dynamit
- 1965: Engel im Fegefeuer
- 1965: Solange Leben in mir ist
- 1965: Denk bloß nicht, ich heule
- 1965: Karla
- 1965: … nichts als Sünde (Synchronsprecherin und -sängerin)
- 1966: Spur der Steine (deutsche Synchronstimme für Krystyna Stypułkowska als Kati Klee)
- 1968: Schüsse unterm Galgen (Synchronsprecherin der Catriona)
- 1969: Zeit zu leben
- 1969: Weite Straßen – stille Liebe
- 1969: Dr. med. Sommer II
- 1971: Anlauf
- 1971: Weil es mir Spaß (Dokumentarfilm, HFF)
- 1972: Trotz alledem!
- 1972: Der Dritte
- 1972: Januskopf (Sprecherin der Walja)
- 1974: Die Schlüssel
- 1975: Lotte in Weimar
- 1977: Das Versteck
- 1979: Blauvogel
- 1997: Bandits
- 2003: Der alte Affe Angst

### Fernsehen
- 1960: Und das am Heiligabend
- 1963: Der tolle Tag
- 1963: Irrungen und Wirrungen
- 1963: Lügen haben lange Beine
- 1963: Drei Rosen aus Papier
- 1965: Woyzeck
- 1967: Kleiner Mann – was nun? (Zweiteiler)[7]
- 1968: Erlesenes – Folge 5: Marie und das Federvieh / Die Kunst zu lieben / Die wissensdurstige Beatrix
- 1970: Junge Frau von 1914 (Zweiteiler)
- 1977: Fleur Lafontaine (Zweiteiler)
- 1978: Ursula
- 1978: Geschlossene Gesellschaft
- 1979: Abschied vom Frieden (Dreiteiler)
- 1979: Die Rache des Kapitäns Mitchell
- 1980: Hedda Gabler
- 1982: Stella
- 1982: Das Graupenschloß
- 1983: Die Zeit der Einsamkeit
- 1985: Der Angriff der Gegenwart auf die übrige Zeit
- 1990: Der zerbrochne Krug
- 1991: Lulu
- 1993: Motzki (Fernsehserie)
- 1995: Bella Block: Liebestod
- 1997: Rückkehr aus großer Entfernung – Die Filme des Egon Günther
- 1999: Polizeiruf 110: Mörderkind
- 2001: Polizeiruf 110: Bei Klingelzeichen Mord
- 2001: Polizeiruf 110: Angst
- 2002: Polizeiruf 110: Wandas letzter Gang
- 2007: An die Grenze
- 2016: Ein Teil von uns

## Theatrografie (Auswahl)
- 1960: Und das am Heiligabend von Vratislav Blazek
- 1961: Rummelplatz von Ewen MacColl
- 1962: Die Reise um die Erde in 80 Tagen von Pavel Kohout nach Jules Verne
- 1962: Jegor Bulytschow und andere von Maxim Gorki
- 1963: Was ihr wollt – Musical von Günter Deicke und Klaus Fehmel nach William Shakespeare
- 1964: Frau Jenny Treibel von Claus Hammel nach Theodor Fontane
- 1964: Um neun an der Achterbahn von Claus Hammel
- 1965: Am Tage der Hochzeit von Viktor Rosow
- 1967: Ein Lorbaß von Horst Salomon
- 1968: Don Juan oder Der steinerne Gast von Jean Baptiste Molière
- 1970: In Sachen Adam und Eva von Rudi Strahl
- 1970: Lagerfeuer von Klaus Wolf
- 1971: Der Schatten von Jewgenij Schwarz
- 1972: Minna von Barnhelm von Gotthold Ephraim Lessing
- 1972: Barbaren von Maxim Gorki
- 1973: Frau Warrens Beruf von George Bernard Shaw
- 1974: Die Mutter von Bertolt Brecht nach Maxim Gorki
- 1974: Celestina oder Die Tragikomödie von Calistro und Meliba von Fernando de Rojas
- 1975: Fräulein Julie von August Strindberg
- 1976: Der Unbedeutende von Johann Nepomuk Nestroy
- 1978: Galileo Galilei von Bertolt Brecht
- 1978: Platonow von Thomas Brasch nach Anton Pawlowitsch Tschechow
- 1980: Stella von Johann Wolfgang Goethe
- 1982: Torquato Tasso von Johann Wolfgang Goethe
- 1983: Was ihr wollt von William Shakespeare
- 1983: Der neue Prozess von Peter Weiss
- 1984: Yerma von Federico Garcia Lorca
- 1984: Der Park von Botho Strauß
- 1984: Torquato Tasso von Johann Wolfgang Goethe
- 1985: Yerma von Federico Garcia Lorca
- 1985: Herzogin von Malfi von John Webster
- 1986: Der zerbrochene Krug von Heinrich von Kleist
- 1986: Die Heimkehr von Harold Pinter
- 1987: Andi von Burkhard Driest
- 1987: Macbeth von William Shakespeare
- 1988: Lulu von Frank Wedekind
- 1990: King Lear von William Shakespeare
- 1992: Böhmen am Meer von Volker Braun
- 1995: Der Vater von Jeoschua Sobol und Niklas Frank
- 1996: Herr Puntila und sein Knecht Matti von Bertolt Brecht
- 1998: Pioniere in Ingolstadt von Marie-Louise Fleißer
- 2000: Verratenes Volk nach Alfred Döblin
- 2000: Schatten eines Rebellen von Sean O’Casey
- 2001: Tschechow – Einstudienprojekt
- 2001: Gertrud ist in der Volksbühne nach Einar Schleef
- 2001: Der Heiratsantrag/Der Geheimrat/Der Bär von Anton Tschechow
- 2002: Wie es euch gefällt von Le Beau/Corin
- 2003: Krach in Chiozza von Carlo Goldoni
- 2004: Schleef-Palast nach Einar Schleef
- 2004: Was ihr wollt von William Shakespeare
- 2005: Nit-Wits nach James Stern
- 2006: Schiller nochmal..
- 2007: Zilles Hurengespräche

## Hörspiele und Feature
- 1963: Gerhard Rentzsch: Die Geschichte eines Mantels (Traute Krämer) – Regie: Edgar Kaufmann (Hörspiel – Rundfunk der DDR)
- 1966: Monika Beck: Das Abakadabra des schlauen Bim (Kattrin) – Regie: Lutz Erdmann (Hörspiel – Rundfunk der DDR)
- 1970: Ève Curie: Meine Mutter, Madame Curie (Ève Curie) – Regie: Flora Hoffmann (Hörspielbearbeitung – Rundfunk der DDR)
- 1971: Erik Neutsch: Haut oder Hemd (Ute Uhlenhorst) – Regie: Werner Grunow (Hörspiel – Rundfunk der DDR)
- 1972: Franz Grillparzer: Libussa (Libussa) – Regie: Peter Groeger (Hörspiel – Rundfunk der DDR)
- 1972: Karl Hermann Roehricht: Private Galerie (Kitty) – Mitautor und Regie: Günther Rücker (Hörspiel – Rundfunk der DDR)
- 1973: William Shakespeare: Die traurige Geschichte von Hamlet, Prinz von Dänemark (Ophelia) – Regie: Fritz Göhler (Hörspiel – Rundfunk der DDR)
- 1974: Volkstext: Die Stunde des Fisches oder Der kluge Mohammed (Sanfte Welle) – Regie: Manfred Täubert (Hörspiel – Rundfunk der DDR)
- 1974: Joachim Walther: Randbewohner – Regie: Werner Grunow (Hörspiel – Rundfunk der DDR)
- 1976: Heinrich von Kleist: Prinz Friedrich von Homburg (Natalie) – Regie: Joachim Staritz (Hörspiel – Rundfunk der DDR)
- 1976: Helmut Bez: Zwiesprache halten (Gerda) – Regie: Joachim Staritz (Hörspiel – Rundfunk der DDR)
- 1976: Günter Kunert: Ein anderer K. (Henriette) – Regie: Horst Liepach (Hörspiel – Rundfunk der DDR)
- 1976: Tschingis Aitmatow: Der Aufstieg auf den Fudschijama (Gulshan, Schauspielerin) – Regie: Peter Groeger (Hörspiel – Rundfunk der DDR) Erstsendung abgesetzt und erst 13 Jahre später, im Dezember 1989 erfolgt.[8]
- 1977: Ingeborg Bachmann: Der gute Gott von Manhattan (Jennifer) – Regie: Peter Groeger (Hörspiel – Rundfunk der DDR)
- 1977: Bertolt Brecht: Die Tage der Commune (Genevieve) – Regie: Barbara Plensat und Joachim Staritz (Hörspiel – Rundfunk der DDR)
- 1979: Brigitte Hähnel: Wappen oder Zahl (Lika) – Regie: Barbara Plensat (Hörspiel – Rundfunk der DDR)
- 1979: Joachim Brehmer: Jahreswechsel – Wechseljahre (Helene) – Regie: Achim Scholz (Hörspiel – Rundfunk der DDR)
- 1979: Alberto Molina: Beerdigung unter Bewachung (Aida) – Regie: Fritz Göhler (Hörspiel – Rundfunk der DDR)
- 1980: Alfred Matusche: An beiden Ufern (Hanna) – Regie: Peter Groeger (Hörspiel – Rundfunk der DDR)
- 1981: Brigitte Hähnel: Die Einladung (Sie) – Regie: Barbara Plensat (Hörspiel – Rundfunk der DDR)
- 1982: Märta Tikkanen: Liebesgeschichte des Jahrhunderts – Regie: Heljä Talvikki Ahonen (Hörspiel – Rundfunk der DDR)
- 1983: Hans Christian Andersen: Die Schneekönigin (Schneekönigin) – Regie: Rainer Schwarz (Kinderhörspiel – Litera)
- 1983: Johann Karl August Musäus: Melechsala oder Die Wahrheit über des Grafen von Gleichen Ehe mit zwei Frauen zugleich (Melechsala) – Regie: Norbert Speer (Kinderhörspiel – Rundfunk der DDR)
- 1988: Michael Gaida: Die Erde bebt, die Masse ruht (Rita) – Regie: Rüdiger Meyke (Hörspiel – RB/WDR)
- 1990: Thomas Körner, Peer Raben: Die Liechtenstein Originale – Regie: Thomas Körner (Hörspiel – hr/BR/SWF)
- 1990: Kirsti Brun Texmo: Verfolgt (Vera) – Regie: Joachim Staritz (Hörspiel – hr)
- 1991: Burghard Schlicht: Der Marmorblock (Paula, Papierwarenhändlerin) – Regie: Christiane Ohaus (Hörspiel – SR)
- 1991: Gabriel Josipovici: Nachruf auf L. S. (Tochter) – Regie: Robert Matejka (Hörspiel – RIAS Berlin)
- 1993: John von Düffel: Test (F. Wossow) – Regie: Burkhard Schmidt (Hörspiel – RB)
- 1993: Karl-Heinz Bölling: In der Sackgasse (Die Frau) – Regie: Joachim Staritz (Hörspiel – DS Kultur)
- 1994: Philip Roth: Täuschung – Regie: Joachim Staritz (Hörspiel – SDR)
- 1994: John B. Keane: The Field – Regie: Robert Matejka (Hörspiel – MDR)
- 1994: Sylvia Plath, Mira Alexandra Schnoor: Lady Lazarus – Regie: Bernhard Jugel, Mira Alexandra Schnoor (Hörspiel – BR)
- 1995: Einar Schleef: Totentrompeten (Elly) – Regie: Joachim Staritz (Hörspiel – MDR)
- 1995: Walter Kempowski: Der Krieg geht zu Ende – Regie: Walter Adler (Hörspiel – hr/BR/NDR/SWF)
- 1997: J. Monika Walther: Katzenschießen (Alice) – Regie: Barbara Plensat (Hörspiel – NDR)
- 1997: Holger Böhme: Still, Mutter (Mutter) – Regie: Joachim Staritz (Hörspiel – MDR)
- 1998: Bertolt Brecht: Das Badener Lehrstück vom Einverständnis (Gelernter Chor) – Regie: Joachim Staritz (Hörspiel – SFB/ORB/MDR)
- 1998: Michael Köhlmeier: Mein privates Glück – Regie: Robert Matejka (Hörspiel – NDR/DLR Berlin/ORF)
- 1998: Karl-Werner Plath, Bernhard Wolf: Die Anstalt zieht um (Frau Hirsler) – Regie: Robert Matejka (Hörspiel – MDR)
- 1999: Javier Tomeo: Ein rätselhaftes Opernhaus (Brünhilde) – Regie: Walter Adler (Hörspiel – SWF)
- 1999: Peter Kramer: Zwölf Fotos zu viel (Frau) – Regie: Walter Niklaus (Hörspiel – MDR)
- 1999: Jürgen Fuchs: Magdalena (Frau Schüler) – Regie: Norbert Schaeffer (Hörspiel – NDR)
- 2001: Torsten Enders: Spenderherz (Marie) – Regie: Joachim Staritz (Hörspiel – MDR)
- 2001: Raoul Schrott: Gilgamesh (Ninsun) – Regie: Klaus Buhlert (Hörspiel – BR)
- 2002: Per Olov Enquist: Der Besuch des Leibarztes – Regie: Walter Adler (Hörspiel – NDR/SWF)
- 2003: Thilo Reffert: Queen Mary 3 (Anja) – Regie: Stefan Kanis (Hörspiel – MDR)
- 2004: Ulrich Wildgruber: Der Lachszug der Wörter – Regie: Sabine Worthmann (Hörspiel – hr)
- 2004: Gerhard Ahrens: Heimkehr – Einar Schleef in Sangerhausen – Regie: Wolfgang Rindfleisch (Feature – MDR)
- 2004: Tad Williams: Otherland (8. Erzählerin) – Regie: Walter Adler (Hörspiel – hr)
- 2005: Eva Förster: Die zweite Frau (Marianne) – Regie: Götz Fritsch (Hörspiel – MDR)
- 2006: Heinrich von Kleist: Der zerbrochene Krug (Frau Marthe Rull) – Regie: Leonhard Koppelmann (Hörspiel – MDR)
- 2007: Christina Schlemmer, Johannes Schrettle, Roman Senkl, Gerhild Steinbuch, Marianne Strauhs, Regine Ahrem: Das Todsündenprojekt (Donna Grazia) – Regie: Regine Ahrem (Hörspiel – RBB)
- 2007: Michael W. Esser: Basic Beliefs (Mutter) – Regie: Walter Adler (Hörspiel – WDR)
- 2008: Philippe Bruehl: Marbella Hardcore (Venegas) – Regie: Philippe Bruehl (Hörspiel – WDR)
- 2008: Günter Kunert: Keine weiteren Vorkommnisse (Selma Weber) – Regie: Steffen Moratz (Hörspiel – MDR)
- 2009: Uwe Johnson: Das dritte Buch über Achim (Ammann) – Regie: Norbert Schaeffer (Hörspiel – NDR/MDR)
- 2010: Rutka Laskier: Rutkas Tagebuch (Stanislawa Sapinska) – Regie: Steffen Moratz (Hörspiel – MDR)
- 2013: petschinka: Chatroomdreams – Komposition und Regie: petschinka (Hörspiel – SRF)
- 2013: Irmtraud Morgner: Hochzeit in Konstantinopel – Bearbeitung (mit Anna Pein) und Regie: Barbara Plensat (Hörspiel – RBB)
- 2014: Steffen Thiemann: Sandsack – Regie: Thomas Wolfertz (Hörspiel – MDR)
- 2015: Peter Kramer: Todsicher (Edith Neubert) – Regie: Walter Niklaus (Hörspiel – MDR)
- 2015: Reinhold Batberger: Die Bibel der Hölle – Regie: Andrea Getto (Hörspiel – hr)
- 2015: Walter Niklaus: Todsicher – Regie: Walter Niklaus (Kriminalhörspiel – MDR)
- 2022: Oliver Kluck: Antigone GmbH – Regie: Leonhard Koppelmann (Hörspiel – SWR)
- 2024: Sibylle Lewitscharoff: Trio Null Ouvert – Regie: Ulrich Lampen (Hörspiel – SWR)
- 2024: Dunja Arnaszus: Den Hund begraben – Regie: Dunja Arnaszus (Hörspiel – RBB)

## Tonträger
- Gebrüder Grimm: Schneeweißchen und Rosenrot, Hörspiel mit Otto Mellies, Jutta Hoffmann, Waltraut Kramm, Walter Lendrich, Regie: Heinz Möbius, Single, 1963, LITERA 5 60 078
- Hans Christian Andersen: Die Nachtigall, Hörspiel mit Jutta Hoffmann, Rolf Ludwig, Fred Düren u. a., Regie: Dieter Scharfenberg, LP, 1970, LITERA 8 65 147
- Wolfgang Amadeus Mozart: Der Schauspieldirektor KV 486, Gesamtaufnahme mit Rosemarie Rönisch, Peter Schreier, Hermann Chr. Polster, Helmut Müller-Lankow, Jutta Hoffmann, Monika Lennartz, LP, 1970, ETERNA 8 26 073
- Robert Louis Stevenson: Der Flaschenteufel, Hörspiel mit Kurt Böwe, Wolfgang Greese, Jutta Hoffmann u. a., Regie: Dieter Scharfenberg, LP, 1970, LITERA 8 65 178
- Brüder Grimm: Der gestiefelte Kater / Der Trommler, Hörspiel mit Klaus Piontek, Kurt Böwe, Jutta Hoffmann, Regie: Dieter Scharfenberg, LP, 1975, LITERA 8 65 208
- Carlos Paredes – Meister der portugiesischen Gitarre: Das Gold und das Getreide – Suite für Sprecherin und Portugiesische Guitarre, mit Jutta Hoffmann, LP, 1977, AMIGA 8 45 140
- Brigitte Reimann: Ich bedaure nichts – Tagebücher 1955–1963, gelesen von Jutta Hoffmann, 2 Audio-CDs, MDR 2000/Der Audio Verlag 2000, ISBN 978-3-89813-066-0.[9]
- Brigitte Reimann: Alles schmeckt nach Abschied – Tagebücher 1964–1970, gelesen von Jutta Hoffmann, Regie: Matthias Thalheim, 2 Audio-CDs, MDR 2000/Der Audio Verlag 2000, ISBN 978-3-89813-110-0.
- Per Olov Enquist: Der Besuch des Leibarztes, Hörspielbearbeitung: Valerie Stiegele, Regie: Walter Adler, mit Ulrich Matthes, Felix von Manteuffel, Jutta Hoffmann u. v. a., 2 CDs, NDR/SWF/der hörverlag 2002, ISBN 3-89584-974-X
- Brigitte Reimann: Tagebücher 1955–1970, gelesen von Jutta Hoffmann, 4 Audio-CDs, MDR 2000/Der Audio Verlag 2004, ISBN 978-3-89813-362-3.
- Hans Fallada: Kleiner Mann – was nun?, gelesen von Jutta Hoffmann, 4 Audio-CDs, MDR 2006/Der Audio Verlag 2006, ISBN 978-3-89813-846-8.[10]
- Heinrich Zille: Hurengespräche, mit Dagmar Manzel, Margit Bendokat, Gudrun Ritter, Kathrin Angerer, Winnie Böwe und Maria Kwiatkowsky, Regie: Jutta Hoffmann, Audio-CD, MDR 2007/Der Audio Verlag 2007, ISBN 978-3-89813-699-0.
- Hans Fallada: Weihnachten mit Hans Fallada, gelesen von Jutta Hoffmann, 2 CDs, 1 h 46 min, Der Audio Verlag Berlin Berlin 2018, ISBN 978-3-7424-0650-7
- Christa Wolf: Moskauer Tagebücher. Wer wir sind und wer wir waren, CD, 59 min, Der Audio Verlag Berlin Berlin 2018, ISBN 978-3-7424-0448-0
- Gertrud Schleef, Einar Schleef: Briefwechsel I+II, zusammen mit Thomas Thieme, mp3-CD, 4 h 48 min., Der Audio Verlag Berlin 2021, ISBN 978-3-7424-2134-0

## Auszeichnungen (Auswahl)

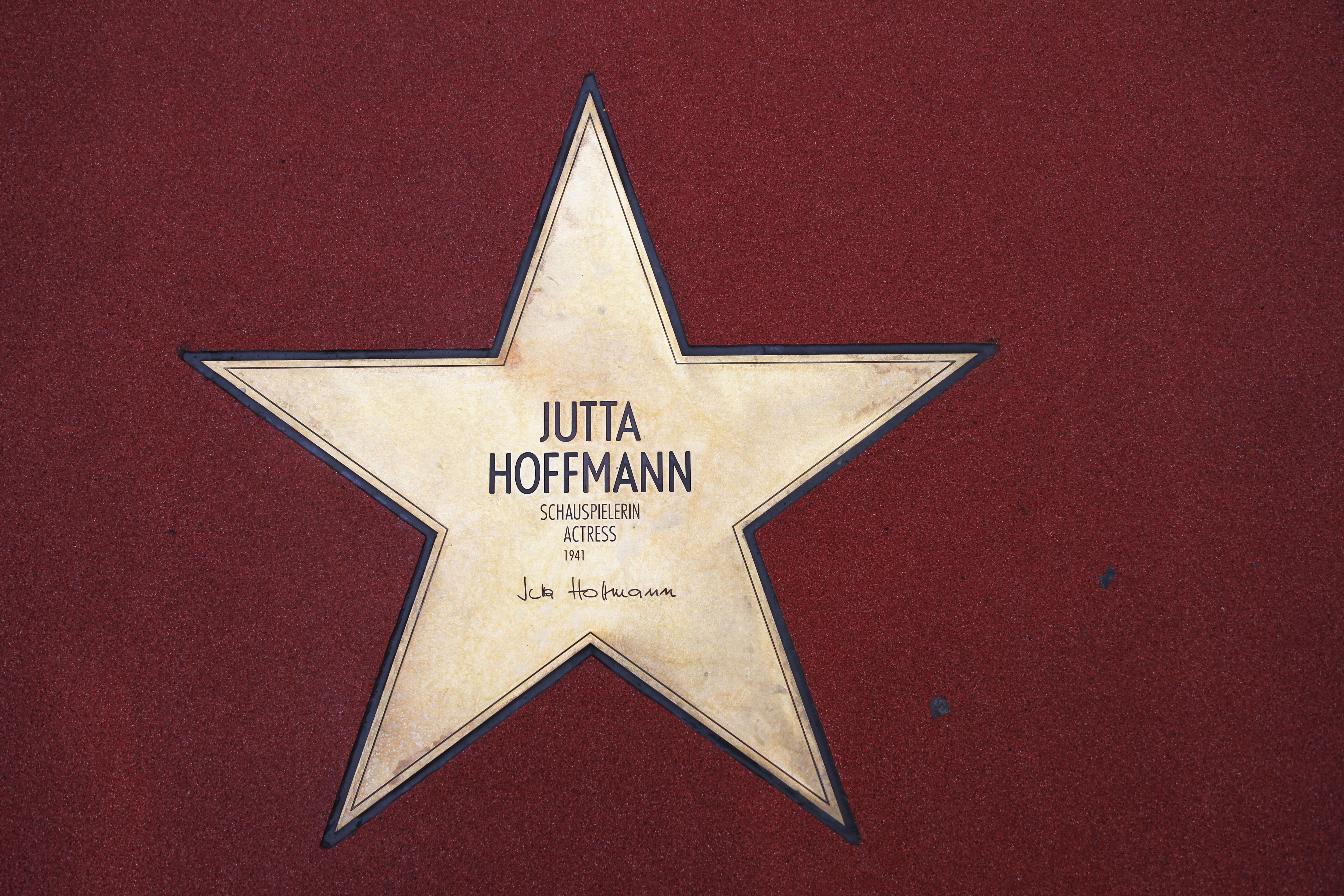
Hoffmanns Star auf dem Boulevard der Stars (2011)

- Silberner Löwe als „Beste Darstellerin“ bei den Filmfestspielen Venedig (für Der Dritte) (1972)
- Nationalpreis der DDR 1972
- Deutscher Kritikerpreis des Verbandes der deutschen Kritiker (1972)
- Kritikerpreis der Berliner Zeitung für Minna von Barnhelm am Maxim-Gorki-Theater (1972)
- DDR-Fernsehkünstlerin des Jahres (1973)
- Schauspielerin des Jahres für Yerma an den Münchner Kammerspielen (1984)
- Beste Schauspielerin der DDR (von 21 Kritikern aus Ost und West in einem Rückblick der Zeitschrift Film und Fernsehen auf die DEFA) (1992)
- Nominierung zum Deutschen Filmpreis (für Bandits) (1998)
- Caroline-Neuber-Preis der Stadt Leipzig (1998)
- Kritikerpreis der Berliner Zeitung für Rosa Luxemburg in Verratenes Volk (2000)
- Preis der DEFA-Stiftung für Verdienste um den deutschen Film (2005)
- Stern auf dem Boulevard der Stars in Berlin (2011)
- Sonderpreis für herausragende Leistung beim Fernsehfilmfestival Baden-Baden für ihre Darstellung in Ein Teil von uns (2016)
- Grimme-Preis 2017 in der Kategorie „Fiktion“ für die Darstellung der Irene in: Ein Teil von uns
- Deutscher Schauspielpreis 2017 in der Kategorie Beste Schauspielerin für ihre Darstellung in Ein Teil von uns